# Carlo De Marchi
Carlo De Marchi (25. březen 1890, Turín, Italské království – 1972) byl italský fotbalový záložník.
Celou svou kariéru strávil v klubu Turín FC. Poslední utkání v kariéře odehrál 30. října 1921.
Za reprezentaci odehrál jedno utkání a to na OH 1912 proti Finsku (2:3).

## Hráčské úspěchy

### Reprezentační
- 1x na OH (1912)